# Åsele
Åsele – miejscowość (tätort) w Szwecji, w regionie administracyjnym (län) Västerbotten, siedziba gminy Åsele.
Według danych Szwedzkiego Urzędu Statystycznego liczba ludności wyniosła: 1706 (31 grudnia 2015), 1664 (31 grudnia 2018) i 1665 (31 grudnia 2019).
W pobliżu miasta mieści się Park Narodowy Björnlandet, chroniony w ramach programu Natura 2000.